# کانسالیدیتید آر۲وای
کانسالیدیتید آر۲وای "لیبراتور لاینر" ( مدل ۳۹ کانسالیدیتید) یک هواپیمای مسافربری مشتق شده از کانسالیدیتید بی-۲۴ لیبراتور بود که برای نیروی دریایی ایالات متحده توسط شرکت کانسالیدیتید ایرکرافت ساخته شده بود.

## مشخصات فنی (R2Y-1)
داده‌ها از Jane's Fighting Aircraft of World War II
ویژگی‌های عمومی
- خدمه: نامشخص
- ظرفیت: ** ۴۸ مسافر
  - چمدان‌های همراه
  - ۱٬۲۰۰ پوند (۵۵۰ کیلوگرم) محموله پستی
  - ۱۲٬۰۰۰ پوند (۵٬۵۰۰ کیلوگرم) محموله (پس از تعمیر)
- طول: ۹۰ فوت ۰ اینچ (۲۷٫۴۵ متر)
- پهنای بال: ۱۱۰ فوت ۰ اینچ (۳۳٫۵۵ متر)
- ایرفویل: دیویس (22% at root to 9.3% at wingtip)
- وزن ناخالص: ۵۶٬۰۰۰ پوند (۲۵٬۰۰۰ کیلوگرم)
- بیشترین وزن برخاست: ۶۴٬۰۰۰ پوند (۲۹٬۰۰۰ کیلوگرم)
- پیشرانه: ۴ عدد موتور شعاعی پرت اند ویتنی آر-۱۸۳۰ تووین واسپ-۹۴, ۱٬۲۰۰ hp (۹۰۰ kW)  در هر موتور

عملکرد
- سرعت کروز: ۲۴۰ مایل بر ساعت (۳۸۰ کیلومتر بر ساعت، ۲۱۰ گره)
- بُرد: ۴٬۰۰۰ مایل (۶٬۴۰۰ کیلومتر، ۳٬۵۰۰ مایل دریایی) در ۲۰۰ مایل بر ساعت (۳۲۲ کیلومتر بر ساعت)

## همچنین ببینید
توسعه مرتبط
- کانسالیدیتید بی-۲۴ لیبراتور
- Consolidated C-87 Liberator Express
- کانسالیدیتید پی‌بی۴وای-۲ پرایوتیر

هواگردهای با عملکرد، پیکربندی و یا دوره زمانی مشابه
- بوئینگ ۳۰۷ استراتولاینر
- بوئینگ ۳۷۷ استراتوکروزر

فهرست‌های مرتبط
- List of United States Navy aircraft designations (pre-1962)